# Cerfennia consocia
Cerfennia consocia är en insektsart som först beskrevs av Melichar 1902.  Cerfennia consocia ingår i släktet Cerfennia och familjen Flatidae. Inga underarter finns listade i Catalogue of Life.